# Người Mỹ gốc Bồ Đào Nha
Người Mỹ gốc Bồ Đào Nha (tiếng Anh: portuguese americans, tiếng Bồ Đào Nha: portugueses-americanos) là công dân Mỹ và cư dân Hoa Kỳ được kết nối với đất nước Bồ Đào Nha bằng cách sinh ra, tổ tiên hoặc quyền công dân.
Người Mỹ và những người khác không phải là người châu Âu bản địa đến từ Bồ Đào Nha nhưng có nguồn gốc từ các quốc gia từng là thuộc địa của Bồ Đào Nha không nhất thiết phải tự nhận mình là "người Mỹ gốc Bồ Đào Nha", mà là quốc tịch hậu thuộc địa của họ, mặc dù cái gọi là retornados từ trước đây Các thuộc địa Bồ Đào Nha là dân tộc Bồ Đào Nha hoặc tổ tiên. Ước tính có khoảng 191.000 công dân Bồ Đào Nha hiện đang sống ở Hoa Kỳ.
Một số cộng đồng Melungeon ở vùng nông thôn Appalachia có lịch sử tự nhận mình là "người Bồ Đào Nha", mặc dù không có nguồn gốc Bồ Đào Nha.

## Dân số
Người Mỹ gốc Bồ Đào Nha là nhóm dân tộc lớn thứ tư ở bang Hawaii, nhóm dân tộc lớn thứ năm ở Đảo Rhode và là nhóm dân tộc lớn thứ tám ở Massachusetts.

### Cộng đồng
Ba vùng lớn:
- Khu vực Boston: 192.017 (3,3% tổng dân số)[4]
- Đại New York, New Jersey và Connecticut: 129.865 (0,6% tổng dân số)[4]
- San Francisco, khu vực vịnh Oakland: 121.757 (1,7% tổng dân số)[4]

### Tiểu bang
| Tiểu bang     | Dân số  | Tỷ lệ | Ghi chú |
| ------------- | ------- | ----- | ------- |
| California    | 330.974 | 1,1%  |         |
| Massachusetts | 279.722 | 4,4%  |         |
| Rhode Island  | 99.445  | 9,7%  |         |
| New Jersey    | 78.196  | 1,1%  |         |
| Florida       | 48.974  | 0,3%  |         |
| Hawaii        | 48.527  | 4%    |         |
| Connecticut   |         | 1,3%  |         |
| New Hampshire |         | 1,2%  |         |
| Nevada        |         | 0,6%  |         |

## Nhân vật nổi tiếng

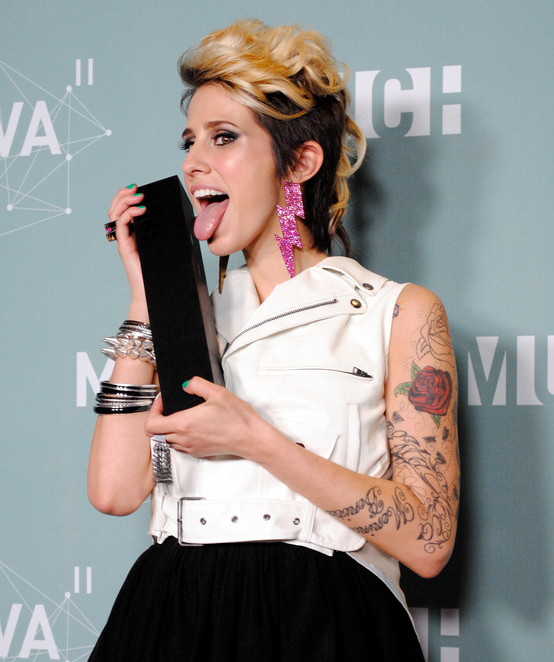
Dev, nữ ca sĩ.
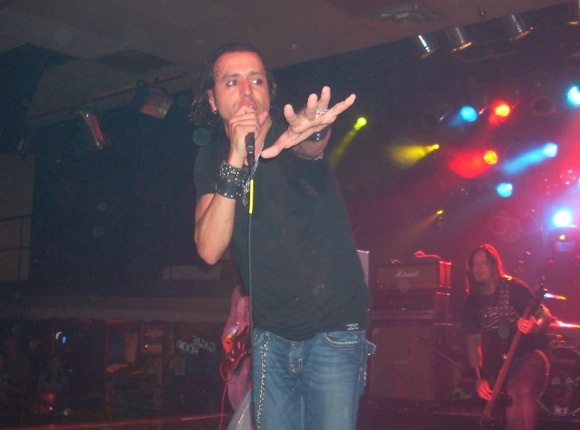
Hugo Ferreira, ca sĩ, nhạc sĩ, người viết lời bài hát.
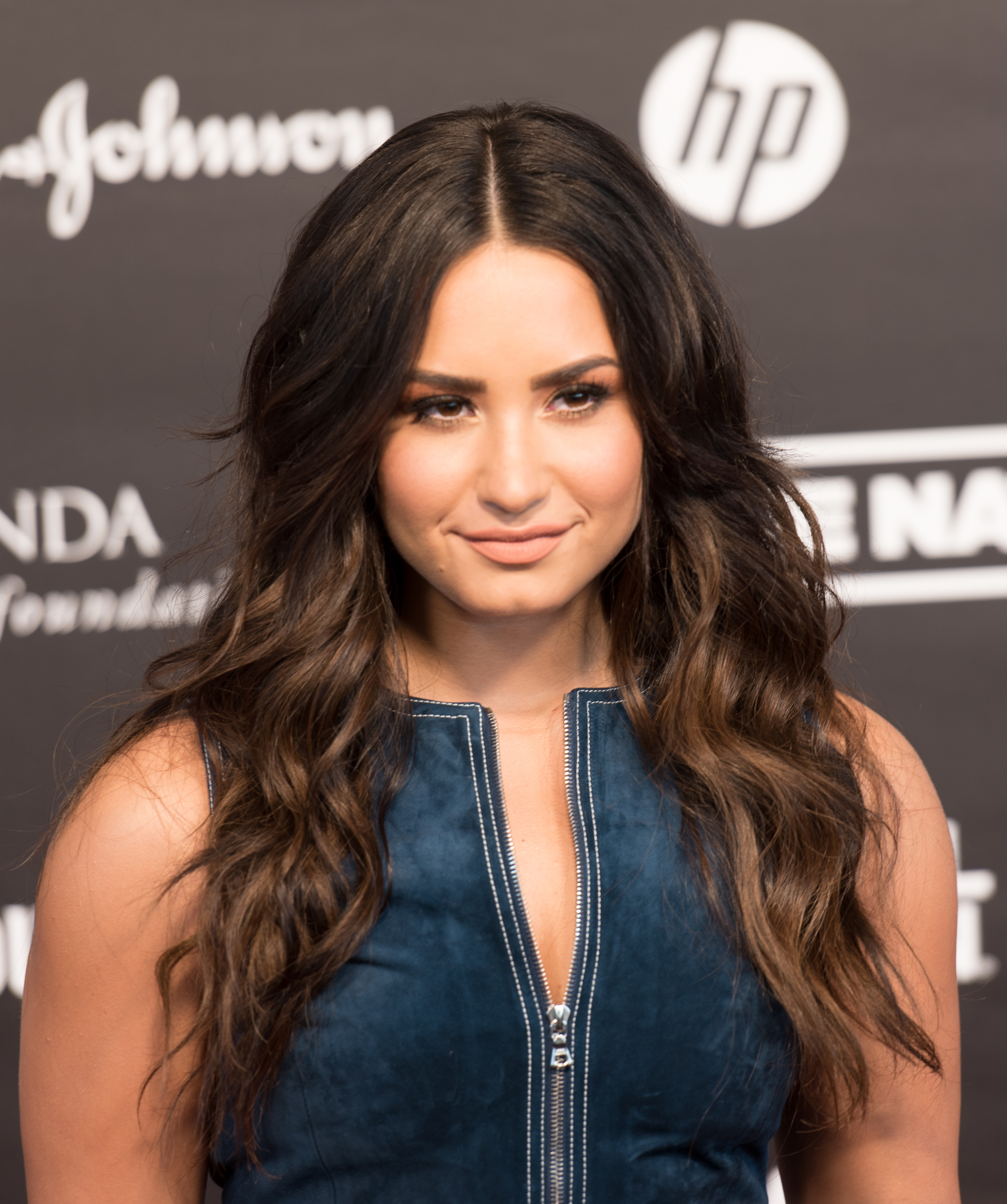
Demi Lovato, nữ ca sĩ, diễn viên.
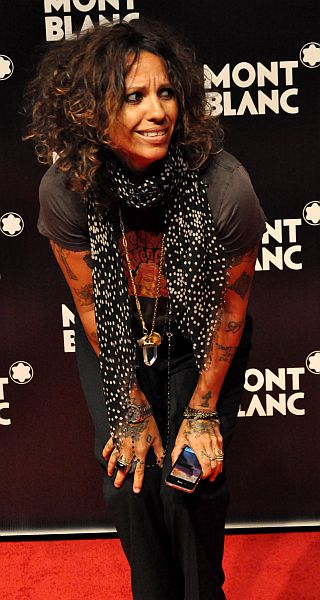
Linda Perry, nhạc sĩ, người viết bài hát và nhà sản xuất thu âm nhạc rock and roll.
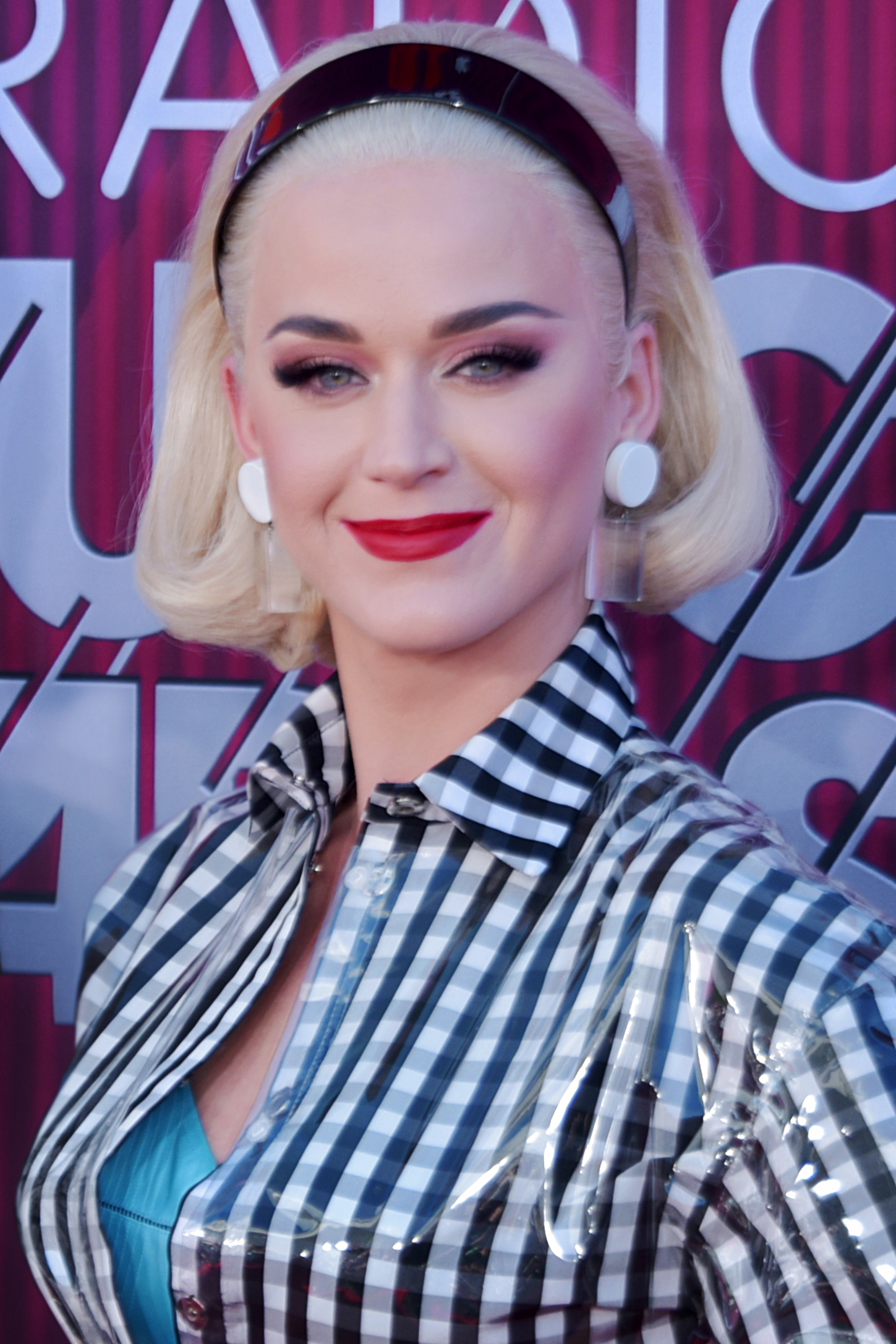
Katy Perry, nữ ca sĩ kiêm sáng tác nhạc.
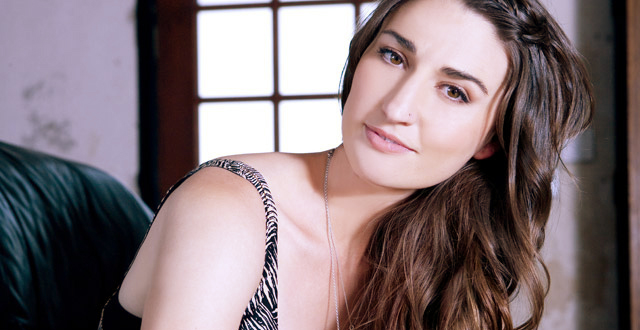
Sara Bareilles, nữ ca sĩ kiêm sáng tác và nhạc công.
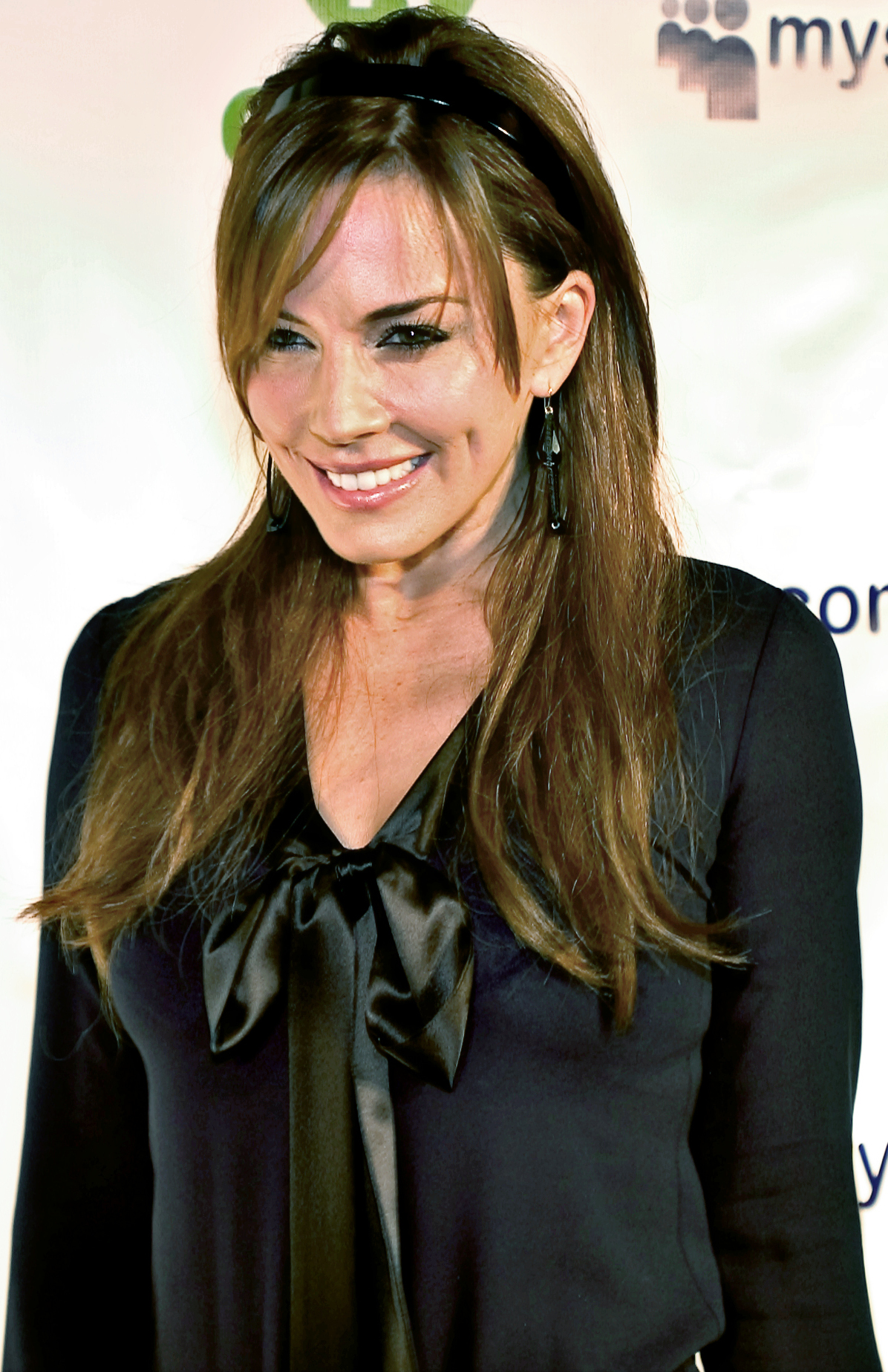
Krista Allen, nữ diễn viên.
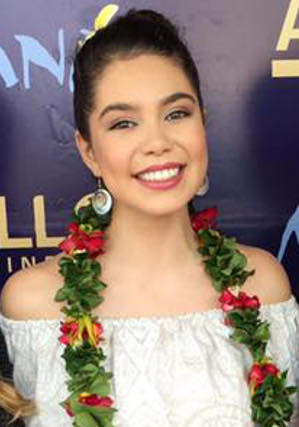
Auliʻi Cravalho, nữ diễn viên.
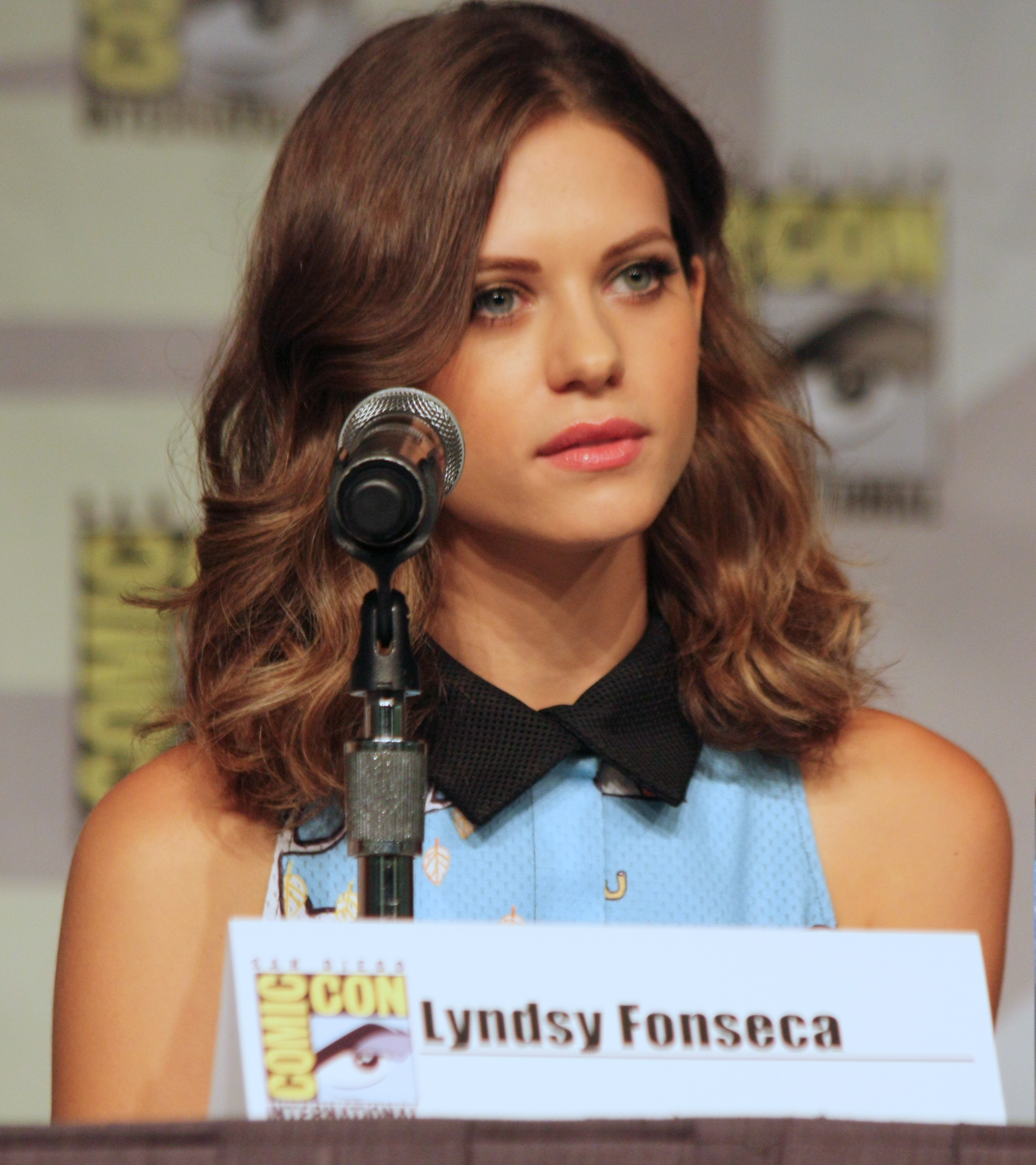
Lyndsy Fonseca, nữ diễn viên.
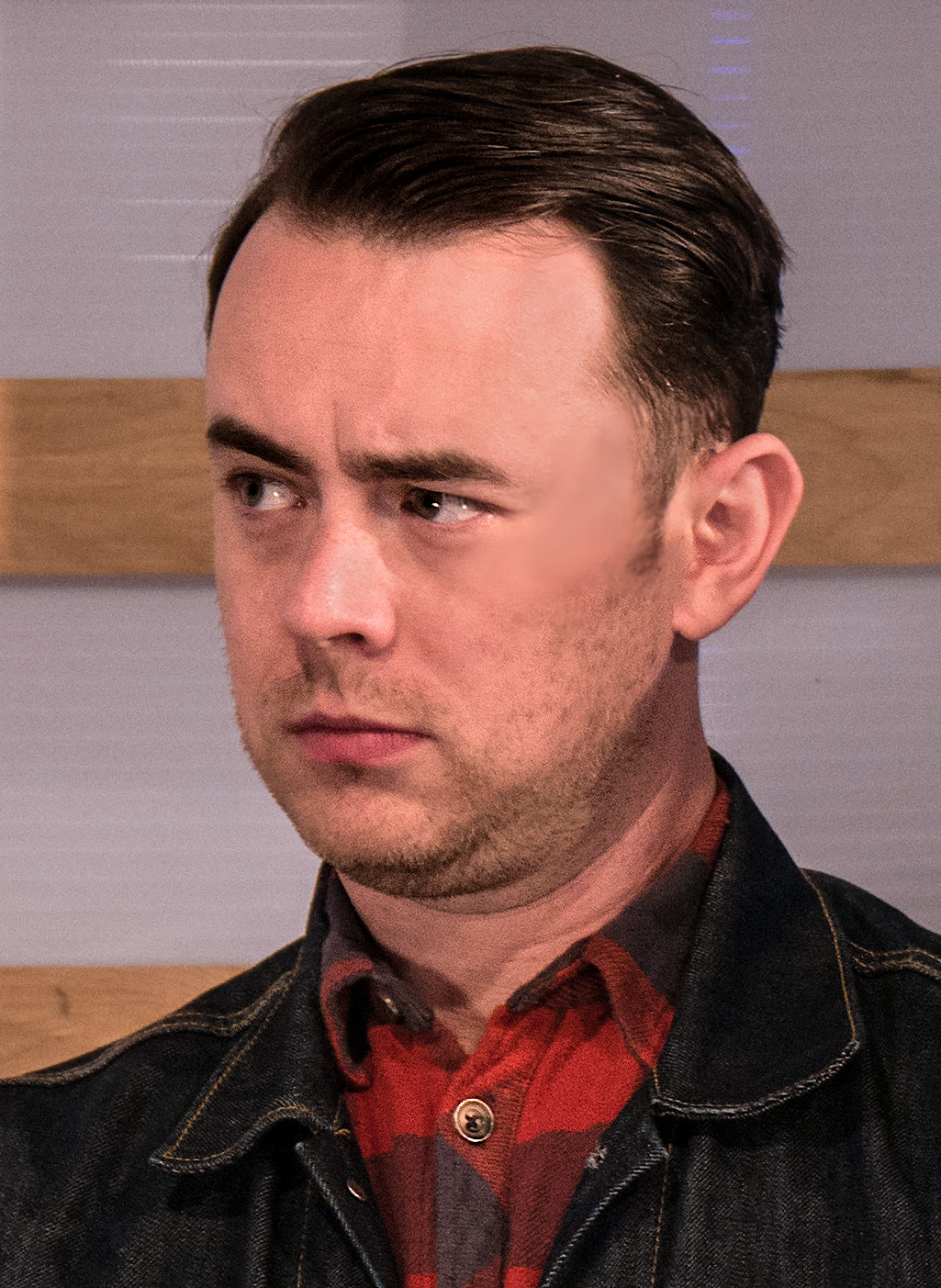
Colin Hanks, nam diễn viên.
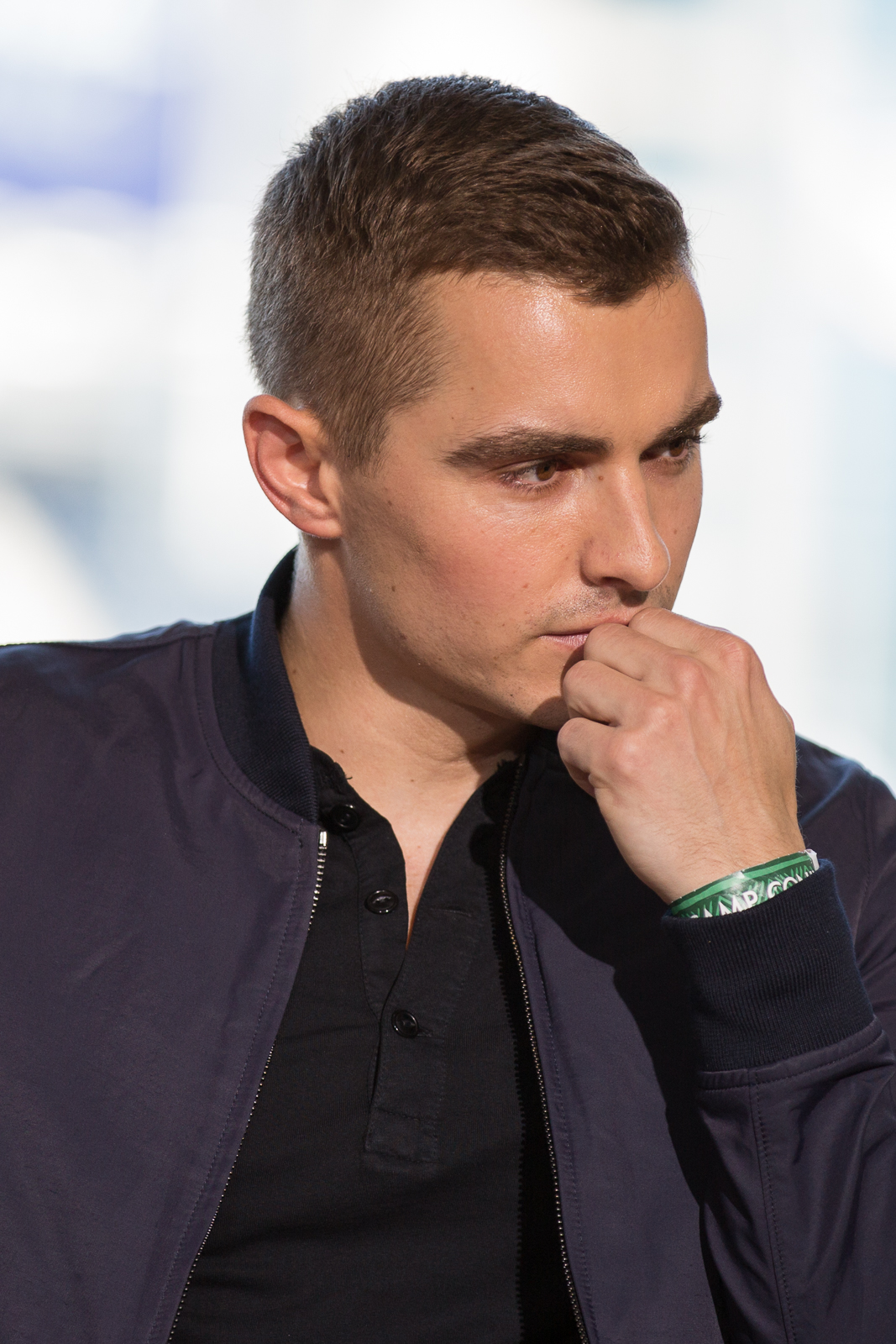
Dave Franco, nam diễn viên.